# Tarik Belmadani
Tarik Belmadani est un sportif français de lutte gréco-romaine, né à Viriat le 17 novembre 1987.

## Carrière sportive
Champion de France de Lutte gréco-romaine, en moins de 60 kg, en 2009, 2011 et 2012.
- 2012 : perd en quart de finale des Jeux olympiques d'été de 2012
- 2014 :  médaille de bronze lors du Golden Grand Prix de lutte 2014
- 2015 :  médaille de bronze aux Jeux européens de 2015[2]